# Європейська фармакопея
Європейська фармакопея (ЄФ, англ. European Pharmacopoeia) — правовий акт, що використовується в більшості країн Європи при виробництві фармацевтичних продуктів у країнах Європейського Союзу (ЄС). Фармакопея включає описи діючих та допоміжних речовин, а також методів аналізу фармацевтичних продуктів. Разом з раніше опублікованою Міжнародною фармакопеєю вона доповнює перелік фармакопей світу, найбільш значущі серед яких - це Фармакопея США, Британська фармакопея, Японська фармакопея і деякі інші.